# Епруветка
Епруветката е лабораторен съд, който представлява издължен цилиндър с отвор в горния край. Епруветките се използват за получаване и съхраняване на малки количества проби, и за провеждане на различни химични реакции, в повечето случаи качествени.
Според конструкцията си епруветките могат да бъдат:
- облодънна (обикновена) епруветка;
- епруветка с издължено дъно – използва се за по-добро изолиране на утайката при утаяване или центрофугиране на различни проби;
- градуирана епруветка – върху епруветката има нанесена скала;
- епруветка с шлиф;
- микроепруветка (фиола, фиолка) – епруветка с много малък обем.

Според предназначението си епруветките могат да бъдат:
- епруветки за многократна употреба – изработват се от лабораторно стъкло (пирекс, симакс и др.), понякога от кварцово стъкло;
- епруветки за еднократна употреба – изработват се от пластмаса.